# Tutti i colori del buio (film)
Tutti i colori del buio è un film del 1972 diretto da Sergio Martino. Si tratta di una produzione italo-spagnola con l'attrice francese naturalizzata italiana Edwige Fenech nel ruolo della protagonista.

## Trama
Traumatizzata in tenera età dall'assassinio della madre cui ha assistito, Jane perde il figlio che sta aspettando in un incidente automobilistico. Temendo d'impazzire, su consiglio della sorella Barbara, si rivolge a uno psichiatra, il dott. Burton, presso cui la stessa Barbara lavora. Suo marito si oppone a questa decisione, tuttavia Barbara è confusa, non sa di chi fidarsi e in alcuni momenti ha paura del marito: per questo decide di dare ascolto alla sorella. Intanto Jane fa conoscenza di Mary, una misteriosa donna da poco trasferita nel suo palazzo, alla quale confida i suoi disturbi.
Col pretesto di aiutarla a superare i suoi mali, Mary induce Jane a partecipare a una sorta di "sabba", una messa nera di alcuni adepti capeggiati da un misterioso sacerdote. Sconvolta da questi eventi e perseguitata inoltre da un uomo, che compare nei suoi incubi e che sembra materializzarsi nella realtà, Jane non riesce più a distinguere il mondo onirico da quello reale. Ciononostante, Jane continua a frequentare i sabba e prende parte ad un rito di natura sessuale: a quel punto, Mary si fa uccidere nel bel mezzo del rito. Jane scappa via inorridita, ma l'uomo dei suoi incubi si materializza e le rivela che già sua madre faceva parte della setta ed è stata uccisa da loro proprio perché voleva andare via. L'uomo conclude affermando che Mary si è fatta uccidere proprio perché portare un novizio e lasciarsi poi morire è l'unico modo per lasciare definitivamente la setta.
Terrorizzata ed incapace di sentirsi al sicuro anche a casa propria, soprattutto nel momento in cui suo marito è fuori per lavoro, Jane si rivolge allo psichiatra. Nonostante la volta precedente Jane fosse andata via in malo modo, l'uomo accetta di aiutarla e le permette di stare in una sua tenuta di campagna in compagnia dei suoi custodi. Dopo l'uccisione dello psichiatra e dei due vecchi coniugi ai quali Burton aveva affidato Jane, la trama che grava sulle spalle di Jane inizia finalmente a chiarirsi. Grazie all'aiuto di suo marito Richard e della polizia, vengono dunque arrestati i membri della setta e si scopre che tutta la storia delle messe nere era stata elaborata da Barbara, anche lei componente della setta, per strapparle l'eredità lasciatale dall'assassino della loro madre. Richard allora la uccide, facendo passare l'atto per suicidio.
Mentre è ospedalizzata, Jane ha un incubo in cui suo marito viene ucciso dalla setta e poi tutto viene insabbiato perché il capo dell'organizzazione é infiltrato in polizia. Nella realtà, invece, una volta tornati a casa Richard uccide il persecutore di Jane e Barbara, e quando tutto sembra ritornare sereno, ricompare il capo della setta, che tenta di uccidere Richard nel suo palazzo, ma questi riesce a eliminarlo buttandolo giù dal tetto dell'edificio. A questo punto l'incubo sembra finito una volta per tutte.

## Produzione
Il film, ambientato a Londra, venne in buona parte girato invece a Dublino.

## Distribuzione
Il film venne distribuito nelle sale cinematografiche italiane dalla Interfilm a partire dal 28 febbraio 1972.
È uscito in Spagna come Todos los colores de la oscuridad il 27 agosto 1973. Nei paesi anglofoni è stato invece distribuito con tre titoli alternativi: All the Colors of the Dark, Day of the Maniac e They're Coming to Get You!

### Edizioni home video
Successivamente il film è stato distribuito anche nel mercato home video, arrivando sul formato DVD nel corso degli anni 2000. Successivamente, il film è stato distribuito anche nel formato Blu Ray.

## Accoglienza

### Incassi
In Italia, la pellicola incassò ben 641 000 000 di lire dell'epoca.

### Critica
Sulla piattaforma IMDb, Tutti i colori del buio ha una valutazione di 6,7 su 10. Di contro, la piattaforma AllMovie si riferisce all'opera con l'aggettivo "fastidioso".